# Odruch monosynaptyczny
Odruch monosynaptyczny – rodzaj odruchu bezwarunkowego zawierający jedną synapsę między drogą dośrodkową a odśrodkową. W organizmie człowieka występuje tylko jeden rodzaj odruchów monosynaptycznych – jest to odruch na rozciąganie. Odruch ten zostaje wywołany przez rozciągnięcie mięśnia szkieletowego.
Schemat łuku odruchowego bezwarunkowego monosynaptycznego:
zakończenie pierścieniowato-spiralne w komórkach intrafuzalnych w mięśniu – neuron czuciowy – rdzeń kręgowy – neuron ruchowy – efektor (mięsień)
Odruchy monosynaptyczne są charakterystyczne dla jelitowego układu nerwowego, gdzie ciała neuronów są rozrzucone w tkankach lub leżą w zwojach autonomicznych. Przykłady takich odruchów to: odruchy jelitowo-jelitowe, odruchy jelitowo-trzustkowe.